# Lythria tridentata
Lythria tridentata är en fjärilsart som beskrevs av Gradl 1938. Lythria tridentata ingår i släktet Lythria och familjen mätare. Inga underarter finns listade i Catalogue of Life.